# Zănoaga (Prahova)
Zănoaga è un villaggio nel comune di Dumbrava nel distretto di Prahova  nella regione Muntenia. Il villaggio ha una popolazione di 986 abitanti. Tra i luoghi di interesse del villaggio c'è la chiesa monumento storico di  San Constantino e Elena che fu costruita nel XVIII secolo e ricostruita nel 1885.